# Мюрійо
Мюрійо (фр. Muriaux) — громада  в Швейцарії в кантоні Юра, округ Франш-Монтань.

## Географія
Громада розташована на відстані близько 50 км на північний захід від Берна, 31 км на південний захід від Делемона.
Мюрійо має площу 16,9 км², з яких на 3,2% дозволяється будівництво (житлове та будівництво доріг), 60,5% використовуються в сільськогосподарських цілях, 36,1% зайнято лісами, 0,2% не є продуктивними (річки, льодовики або гори).

## Демографія
2019 року в громаді мешкало 494 особи (+1,6% порівняно з 2010 роком), іноземців було 7,7%. Густота населення становила 29 осіб/км².
За віковим діапазоном населення розподілялося таким чином: 19,4% — особи молодші 20 років, 57,5% — особи у віці 20—64 років, 23,1% — особи у віці 65 років та старші. Було 212 помешкань (у середньому 2,3 особи в помешканні).
Із загальної кількості 195 працюючих 120 було зайнятих в первинному секторі, 29 — в обробній промисловості, 46 — в галузі послуг.